# Baía de Taman

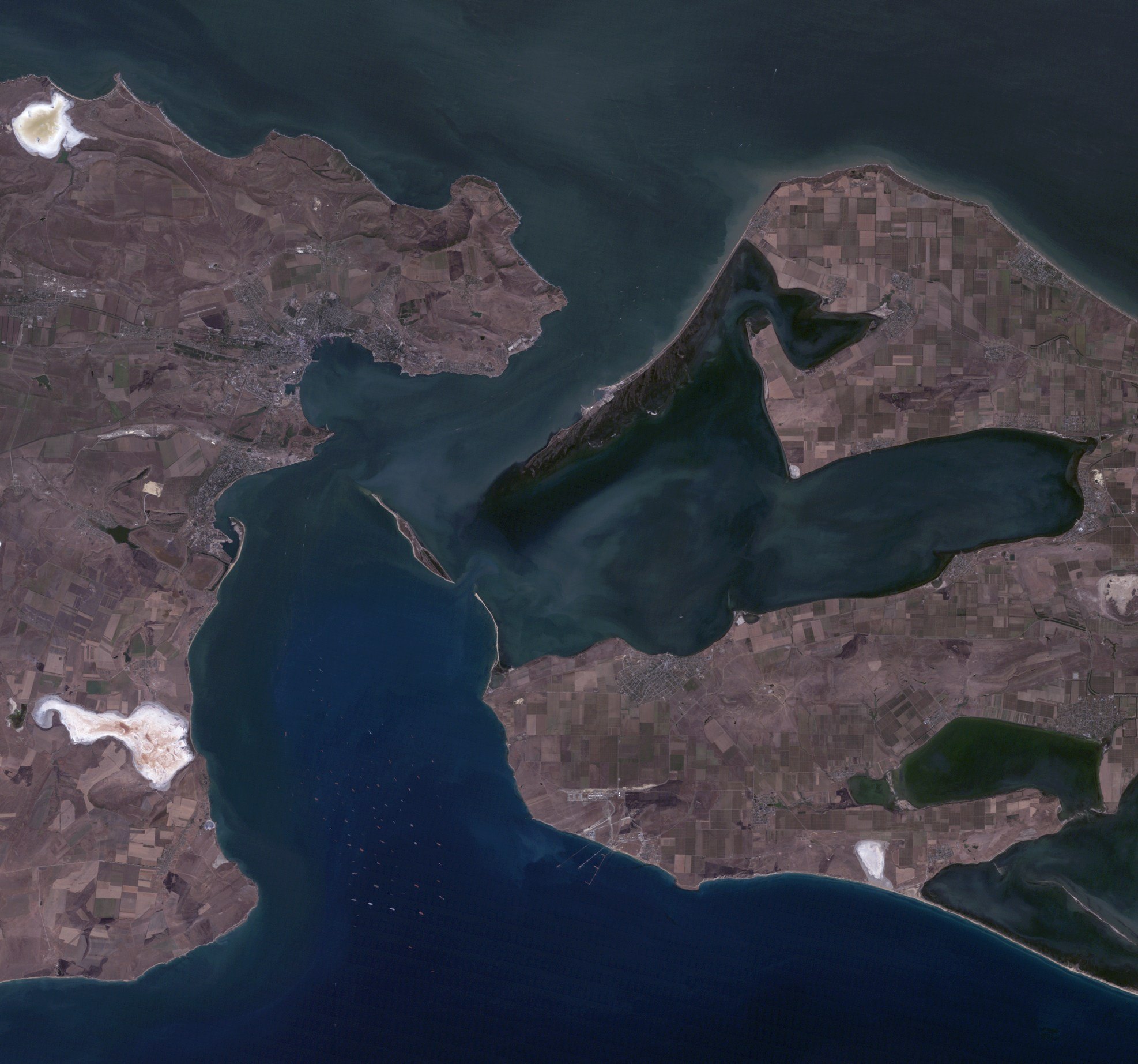
Mapa de satélite do estreito de Querche. A baía de Taman é visível à direita.

A baía de Taman (em russo:  Таманский залив, transl. Tamanskiĭ zaliv) é uma baía no estreito de Querche, na costa ocidental de Temriuksky, Krasnodar. A baía tem um comprimento de 16 km, uma largura de 8 km e uma profundidade de até 5 m.
É delimitada pelas penínsulas de Chushka e de Tuzla. Perto da península de Chushka estão localizadas muitas pequenas ilhas, das quais as maiores são a ilha Krupinina, a ilha Dzendzik e a ilha Lisi. Na costa norte está o golfo de Dinskaya enquanto que a costa sul é ocupada pela península de Taman. Nas margens da baía estão os seguintes povoados: Taman, Primorski, Sennoy, Yubileini e Garkusha. Congela de meados de dezembro a março. A pesca é praticada na baía.